# 커즈언
커즈언(중국어 정체자: 柯志恩, 병음: Kē Zhì’ēn, 한자음: 가지은, 1962년 4월 29일 ~ )은 타이완의 정치으로, 2016년이자 2024년 비례대표의 입법위원으로 당선된다.